# إدوارد بي. لاركن
إدوارد بي. لاركن هو سياسي أمريكي، ولد في 1 يونيو 1915، وتوفي في 30 أغسطس 1986 في ألباني في الولايات المتحدة. نشط حزبياً في الحزب الجمهوري. وقد انتخب عضو جمعية ولاية نيويورك ‏ وانتخب عضو مجلس ولاية نيويورك ‏.